# حرف‌های تعریف در زبان انگلیسی
حرف تعریف در زبان انگلیسی حرفی است که بر سر اسم می‌آید و شرحی کوتاه در مورد آن می‌دهد. در خصوص اسم‌های عمومی حرف تعریف نامعین داریم و در مورد اسم‌هایی با مشخصات ویژه یا مشخصاتی که ما از آنها آگاهی داریم حرف تعریف معین وجود دارد. حرف تعریف‌های نامعین عبارتند از: a , an و حرف تعریف معین نیز The می‌باشد. از a و an  زمانی کاربرد دارند که می‌خواهیم در مورد اسم مفردی شرحی بدهیم یا در مورد نوع آن اسم حرف بزنیم.

### انواع حرف تعریف
زبان انگلیسی دارای دو نوع حرف تعریف است:
- حرف تعریف معین(definite article)
- حرف تعریف نامعین(indefinite article)[۱]